# صموئيل غالواي
صموئيل غالواي هو محامي وقاضي وسياسي أمريكي، ولد في 20 مارس 1811 في جيتيسبيرغ في الولايات المتحدة، وتوفي في 5 أبريل 1872 في كولومبوس في الولايات المتحدة. نشط حزبياً في الحزب الجمهوري. وقد انتخب عضو مجلس النواب الأمريكي ‏.